# O Entertainment
Omation, mais conhecido como O Entertainment, é uma empresa de produção fundada por Steve Oedekerk em 1990. Entre as produções da O Entertainment estão as séries Thumb (Thumb Wars, Bat Thumb, Thumbtanic, etc.), Santa vs. the Snowman 3D, Jimmy Neutron: O Menino Gênio, The Adventures of Jimmy Neutron: Boy Genius, Back at the Barnyard, Planet Sheen, e o filme Super Mouse. A divisão de animação, Omation Animation Studio, foi fundada por animadores que trabalharam anteriormente em DNA Productions.

## Filmes e Séries
- Runaway Rocketboy (Curta-metragem) (1998, co-produzido com DNA Productions)
- Jimmy Neutron: O Menino Gênio (filme de animação) (2001, co-produzido com DNA Productions, Nickelodeon Movies e Paramount Pictures)
- Kung Pow - O Mestre da Kung-Fu-São (2002, co-produção com 20th Century Fox)
- Santa vs. the Snowman 3D (2002, co-producido com IMAX)
- The Adventures of Jimmy Neutron: Boy Genius (2002-2006, co-produção com DNA Productions e Nickelodeon, também trabalhou no piloto Runaway Rocketboy de 1998)
- The Jimmy Timmy Power Hour (2004-2006, coprodução com DNA Productions, Frederator Studios e Nickelodeon)
- O Segredo dos Animais (2006, co-produzido com Nickelodeon Movies e Paramount Pictures)
- Back at the Barnyard (2007-2011, coprodução com Nickelodeon) (como Omation Animation Studio)
- Planeta Sheen (2010-2013, coprodução com Nickelodeon) (como Omation Animation Studio)

## Ligações Externas
«Site oficial» (em inglês)